# Ibrahim Ba
Ibrahim Ba, född 12 januari 1973 i Dakar, Senegal, är en fransk före detta fotbollsspelare.
Ibrahim Ba föddes i Senegal och när han var liten flyttade familjen till Frankrike. Ibrahim Ba började spela på lägre nivå i fotboll. 1991 värvades han till Le Havre och efter några års spel där blev han värvad till Bordeaux 1996. Efter bara en säsong slog en stor dröm till för Ba, AC Milan köpte honom från Bordeaux och han skrev på ett sexårskontrakt för klubben. Han och hela familjen flyttade till Milano 1997.
Första säsongen blev hans bästa i Milan. Han spelade 31 matcher, men gjorde bara 1 mål. Säsongen efter, 1998/1999, vann han ligan med Milan då han spelade 15 matcher men han gjorde inga mål. Efter den säsongen var Ba utlånad till två klubbar och fick väldigt lite speltid i Milan. Hans sista säsong med klubben blev när laget vann Champions League 2003.
Efter sex år i Milan blev Bas nya klubb Bolton. Efter en säsong flyttade han till Turkiet och klubben Caykur Rizespor. Han spelade en halv säsong med Rizespor innan han skrev på för Djurgårdens IF. I Djurgården blev det begränsat med speltid och kontraktet förlängdes ej.
Inför säsongen 2007-2008 skrev Ba oväntat på för AC Milan igen.
Ibrahim Ba har meriter från det franska landslaget. Han var med i truppen inför VM 1998 men han fick se på från en TV när hans kamrater vann VM-guld. I sin besvikelse att inte få spela sade han att han aldrig mer skulle spela för det franska fotbollslandslaget.

## Meriter
- UEFA Champions League 2003
- Italiensk liga- och cupmästare
- Svensk liga- och cupmästare (2005 med Djurgårdens IF)
- 8 A-landskamper för Frankrike